# محمد عبد الزهرة
محمد عبد الزهرة (بالإنجليزية: Mohammed Abdul-Zahra)‏؛ مواليد 14 أكتوبر 1989 في العراق، هو لاعب كرة قدم عراقي يلعب لنادي الزوراء العراقي كمدافع. بدأ محمد عبد الزهرة مسيرته الرياضية عام 2006 مع نادي النفط.